# メーヴェ (仮装巡洋艦)

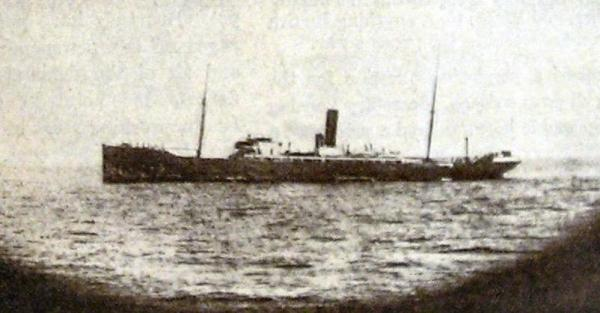
「メーヴェ」。

メーヴェ (SMS Möwe) は、第一次世界大戦時のドイツの仮装巡洋艦の一隻。

## 艦歴
元は1914年5月9日進水のLaeisz shipping lineの冷蔵貨物船「Pungo」であり、トーゴなどのアフリカのドイツ領からのバナナ運搬用の船であった。機雷敷設艦として用いるためにドイツ海軍によって徴用され、1915年秋にヴィルヘルムスハーフェン海軍工廠で改造がなされ、1915年11月1日に就役した。艦長はNikolaus Burggraf und Graf zu Dohna-Schlodienであった。
1915年12月29日、メーヴェはヴィルヘルムスハーフェンから最初の任務に出発した。1916年1月1日に「メーヴェ」はラス岬の東に250個以上の機雷を敷設した。この機雷原では、1月6日にイギリス戦艦「キング・エドワード7世」が触雷して沈み、翌日にもノルウェー商船が沈んだ。「メーヴェ」はアイルランドの西を回り、次はラ・ロシェル沖に機雷を敷設。この機雷原では2隻の船が沈んだ。
続いて「メーヴェ」は通商破壊戦に移った。Dohna-Schlodienは2本煙突の船と、煙突が白っぽい色の船は襲撃対象から除いた。前者は客船の可能性が高く問題が起きやすいことや「メーヴェ」より優速である可能性がたかいこと、後者は中立国の船の可能性が高いことが理由であった。
1月11日、フィニステレ岬の西150海里でイギリス船「Corbridge」（3687トン）の煙を発見。良質な石炭を積んでいたことから拿捕し会合場所へと送られた。また、「Corbridge」追跡中に銅鉱石を積んだイギリス船「Farringford」（3146トン）も発見し沈めた。1月13日、リスボンの西約200海里で南米のイギリス巡洋艦部隊向けの石炭を積んだイギリス船「Dromonby」（3627トン）を沈めた。続いてこの日には雑多な貨物を積んだイギリス船「Author」（3496トン）、サトウキビを積んだイギリス船「Trader」（3608トン）も沈めた。1月15日、マデイラ諸島の北東約140海里で穀物を積んだイギリス船「Ariadne」（3055トン）を沈めた。次いで大型の客船「Appam」（7781トン）を停船させた。ドイツ側はこれを仮装巡洋艦ではないかと疑っていた。実際には150人以上の乗客や、トーゴやカメルーンからイギリスへ送られる途中のドイツ人が乗っていた。他に金塊など5万ポンド相当の積荷も積んでいた。この船は拿捕された。1月16日、マデイラ諸島の南西120海里でイギリス貨物船「Clan Mactavish」（5816トン）を発見。「Clan Mactavish」は救援を求める信号を発したため「メーヴェ」からの砲撃を受けて18名の死者を出した。「Clan Mactavish」は沈められた。「Clan Mactavish」の発した信号はイギリス装甲巡洋艦「エセックス」で受信されたが、通信の担当者から上官に伝えられなかった。1月17日、これまで沈めた船から収容されたイギリス人が砲手などを除いて「Appam」へ移され、「Appam」は中立国アメリカへ送られた。1月20日、サン・ヴィセンテ島の南西約700海里でイギリスのバーク「Edinburgh」（1473トン）を沈めた。1月27日に「メーヴェ」は「Corbridge」と合流し、3日間にわたって石炭の補給を行った。その後、「Corbridge」は沈められた。この後「メーヴェ」はイギリス軽巡洋艦「グラスゴー」と遭遇したが、嵐にまぎれて逃れることができた。2月4日、石炭を積んだベルギー船「Luxembourg」（4322トン）を沈めた。2月6日、ペルナンブーコの北北東約310海里でイギリス船「Flamenco」（4629トン）を沈めた。この船は停船しなかったため直撃弾を受けて死者を出した。また乗客から「Flamenco」が前日「グラスゴー」と出会っていたことや「Flamenco」が救援を求める通信を発していたことを知らされ、「メーヴェ」はその海域から離れた。2月8日、イギリスの石炭船「Westburn」を拿捕。これまでの船から収容した人を乗せて「Westburn」はサンタ・クルス・デ・テネリフェへ運んだが、出航後イギリス装甲巡洋艦「サトレジ」が待ち構えていたため自沈した。2月4日、銅鉱石などを積んだイギリス船「Horace」（3335トン）を沈めた。この後、「メーヴェ」はイギリス防護巡洋艦「ハイフライヤー」の近くを通過した。Dohna-Schlodienはドイツへ戻ることを決め、「メーヴェ」は北上を開始した。2月23日、フィニステレ岬の北西でフランス船「Maroni」（3109トン）を沈めた。2月25日、Fastnetの西600海里でイギリス船「Saxon Prince」（3471トン）を沈めた。この船からは新しい新聞が入手でき、それからDohna-Schlodienは「メーヴェ」がバミューダ沖でイギリス巡洋艦に沈められたことになっていることを知った。3月4日、「メーヴェ」はドイツに帰還した。
メーヴェは1916年6月12日にヴィネタ (Vineta) と改名され、スカゲラク海峡やカテガット海峡、バルト海へ出撃して1隻3226トンの戦果をあげた。
8月24日に再び「メーヴェ」に戻り、11月22日にヴィルヘルムスハーフェンから出撃。ノルウェー沿いに北上し、シェトランド諸島の北、アイルランドの西を通って大西洋に進出した。12月2日、Fastnetの西600海里以上で空荷のイギリス船「Volaire」（8618トン）を沈めた。12月5日、機械部品や大量の鉄製の管を積んだノルウェー船を発見。管は銃身ではないかと思ったDohna-Schlodienはこの船を沈めるよう命じた。12月6日、馬や小麦などを積んだイギリス貨物船「Mount Temple」（9792トン）およびカナダの帆船「Duchess of Cornwall」（152トン）を沈めた。12月8日、ニューファンドランド島レース岬の東約700海里で火薬などを積んだイギリス船「King George」（3852トン）を沈めた。12月9日、小麦を積んだイギリス船「Cambrian Range」（4234トン）を沈めた。12月10日、レース岬の東南東590海里でイギリス船「Georgic」（10077トン）を沈めた。「Georgic」は最初停船せず、また船尾に砲を搭載していたため発砲を阻止するため「メーヴェ」は砲撃し、一人が死亡した。12月11日、自動車や鋼鉄を積んだイギリス船「Yarrowdale」（4652トン）を捕獲。12月12日、フローレス島の西520海里でアメリカ産の石炭を積んだイギリス船「Saint Theodore」（4992トン）を捕獲。「Saint Theodore」は合流予定場所へと送られた。また翌日「Yarrowdale」とも別れた。「Yarrowdale」はドイツにたどり着き、その後仮装巡洋艦「レオパルト」となった。12月18日、果物や爆薬などを積んだイギリス船「Dramatist」（5415トン）を沈めた。12月23日、「Saint Theodore」と合流。「Saint Theodore」は5.2cm砲2門を設置されて仮装巡洋艦「ガイアー」とされた。「ガイアー」と別れ、「メーヴェ」は12月25日に硝石を積んだフランスのバーク「Nantes」（2679トン）を沈めた。1917年1月2日、小麦を積んだフランスのバーク「Asnières」（3103トン）を沈めた。次いで日本船「Hudson Maru」（3798トン）を捕獲。1月7日、ペルナンブーコの東110海里でコーヒー豆を積んだイギリス船「Radnorshire」（4310トン）を沈めた。1月9日、イギリスの石炭船「Minieh」（2890トン）を沈めた。この船が二日前にイギリス巡洋艦「アメシスト」に給炭していたことが判明、「アメシスト」を呼んでいると思われたため「メーヴェ」はその海域から全速で離れた。1月10日、イギリス船「Netherby Hall」（4461トン）を沈めた。続いて、これまでに沈めた船から収容した人を「Hudson Maru」に乗せペルナンブーコへと送った。1月17日、石炭を補給するため「ガイアー」と合流。「ガイアー」とは1月22日に別れ、トリンダデ島沖で合流後2月14日に「ガイアー」は沈められた。2月15日、石炭を積んだイギリス船「Brecknockshire」（8422トン）を沈めた。2月16日、Cabo Frioの北東約490海里でイギリス船「French Prince」（4766トン）を沈めた。次いでイギリス船「Eddie」（2652トン）を沈め、3隻目の船を追跡中イギリスの仮装巡洋艦「エディンバラ・キャッスル」と遭遇したがスコールのおかげで逃走できた。一度造船所に戻る必要が出てきたことからDohna-Schlodienはこドイツに戻ることを決定した。2月23日、サンペドロ・サンパウロ群島の北東200海里で小麦を積んだイギリス船「Katherine」（2926トン）を沈めた。3月4日、カーボベルデ諸島の北北西330海里で砂糖を積んだイギリス船「Rhodanthe」（3061トン）を沈めた。3月10日、イギリス船「Esmeraldas」（4491トン）を沈めた。次いでイギリス船「Otaki」（9575トン）と遭遇。「Otaki」は「メーヴェ」に対して船尾の4インチ砲で抵抗し、「メーヴェ」で乗員5名の死者を出した。一方、「Otaki」は「メーヴェ」の砲撃で撃沈され船長Archibald Bissett-Smith以下6名が死亡した。3月13日、レース岬の東約730海里で木材を積んだイギリス船「Demeterton」（6048トン）を沈めた。3月14日、Fastnetの西930海里でイギリス船「Governor」（5524トン）を発見、沈めた。「Governor」は船尾の砲で抵抗を試みたため「メーヴェ」の砲撃を受けて4名が死亡した。3月22日、「メーヴェ」はキールに帰還した。
帰還後は、バルト海で潜水母艦となり、1918年には特設機雷敷設艦オストゼー (Ostsee) となった。第一次世界大戦後はイギリスで貨物船グリーンブライアー (Greenbrier) となった。1933年にドイツに戻り、貨物船オルデンブルク (Oldenburg) となった。そして、第二次世界大戦中の1945年4月7日にノルウェー沖で雷撃され沈没した。

## 要目
- 排水量：9800トン
- トン数：4788総トン
- 全長：123.7m
- 全幅：7.2m
- 吃水：7.2m
- 速力：13ノット
- 乗員：235
- 武装：4x150 mm、1x 105 mm、2xTT

## 文献
- Hoyt, Edwin P Elusive Seagull (Frewin 1970) ISBN 0091015707.
- Hoyt, Edwin P The Phantom Raider (Ty Crowell Co 1969) ISBN 0690617321.
- Schmalenbach, Paul German raiders: A history of auxiliary cruisers of the German Navy, 1895-1945 (Naval Institute Press 1979) ISBN 0870218247.
- Nikolaus zu Dohna-Schlodien: S.M.S. "Möwe", Gotha 1916.
- Nikolaus zu Dohna-Schlodien: Der "Möwe" zweite Fahrt, Gotha 1917.
- Nikolaus zu Dohna-Schlodien: El Moewe. Relato de la prim. campaña de este crucero alem. en el Atlantico, por su comand., el Cap. de corbeta Conde de Dohna-Schlodien, Ciudad Mexico c. 1917.
- Conde de Dohna-Schlodien: El Moewe, Buenos Aires 1917.
- Nikolaus zu Dohna-Schlodien: A "Möwe" kalandjai, Budapest 1917.
- Reinhard Roehle (ed.): Graf Dohnas Heldenfahrt auf S.M.S. "Möwe". Nach Berichten von Teilnehmern dargestellt. Mit 4 Einschaltbildern, 4 Textabbildungen und 1 Kartenskizze, Stuttgart/Berlin/Leipzig 1916.
- Hans E. Schlüter: S.M.S. "Möwe": ihre Heldenfahrt und glückliche Heimkehr. Nach Berichten von Augenzeugen und anderen Meldungen, Leipzig 1916.
- Graf Dohna: Der „Möwe“ Fahrten und Abenteuer, Stuttgart/Gotha 1927.
- Kapitän zur See a. D. Hugo von Waldeyer-Hartz: Der Kreuzerkrieg 1914–1918. Das Kreuzergeschwader. Emden, Königsberg, Karlsruhe. Die Hilfskreuzer, Oldenburg i. O. 1931.
- Eberhard von Mantey: Die deutschen Hilfskreuzer, Berlin 1937.
- John Walter: Die Piraten des Kaisers. Deutsche Handelszerstörer 1914-1918, Stuttgart 1994.
- Albert Semsrott: Der Durchbruch der "Möwe". Selbsterlebte Taten und Fahrten von Kapitän Albert Semsrott, Stuttgart 1928.
- Otto Mielke: S M Hilfskreuzer "Möwe". Der erste Blockade-Durchbruch. SOS Schicksale deutscher Schiffe, Vol. 125, München 1957.
- Otto Mielke: Hilfskreuzer "Möwe" (2. Teil). SOS Schicksale deutscher Schiffe, Vol. 130, München 1957.